# Буканири
Буканири су били становници Антила, гусари и пирати из 17. века, нарочито на обали Хиспаниоле, бродоломци искрцани на пусте обале, дезертери и авантуристи који су се организовали као ловци. 
Буканире су претежно чинили Французи. Било је и Енглеза и Холанђана. Живели су у међусобно повезаним братствима. Располагали су оружјем и најнужнијим потребама за живот. Важио је неписани закон заједничке својине, солидарности и поштене поделе плена. Месо су сушили на индијански начин. По томе су и добили имена („букан“ – индијански: димљено месо). Продавали у га бродовима у замену за оружје и барут. Главна места размене била су: Пор-де-Пе, Кап Франсе, Леоган (на Хиспаниоли) и Сен Кристофер на Малим Антилима. Гоњени од Шпанаца, Буканири су 1630 на северној Хиспаниоли саградили складиште сушеног меса и кожа. Створен је јак трговачки и кријумчарски центар. Борбе су наставили у све тешњој вези са флибустирима, антилским пиратима и гусарима. Помагала их је и француска влада. Изгубивши ловишта на Хиспаниоли, буканири се око 1640. стапају са флибустирима.  